# Mfamsibili Mnisi
Mfamsibili Mnisi (ur. 15 sierpnia 1972) – suazyjski bokser.
Reprezentował Suazi na Letnich Igrzyskach Olimpijskich 1992, które odbyły się w Barcelonie. W pierwszej rundzie przegrał z Rogeliem Marcelo.